# Tập đoàn BRG

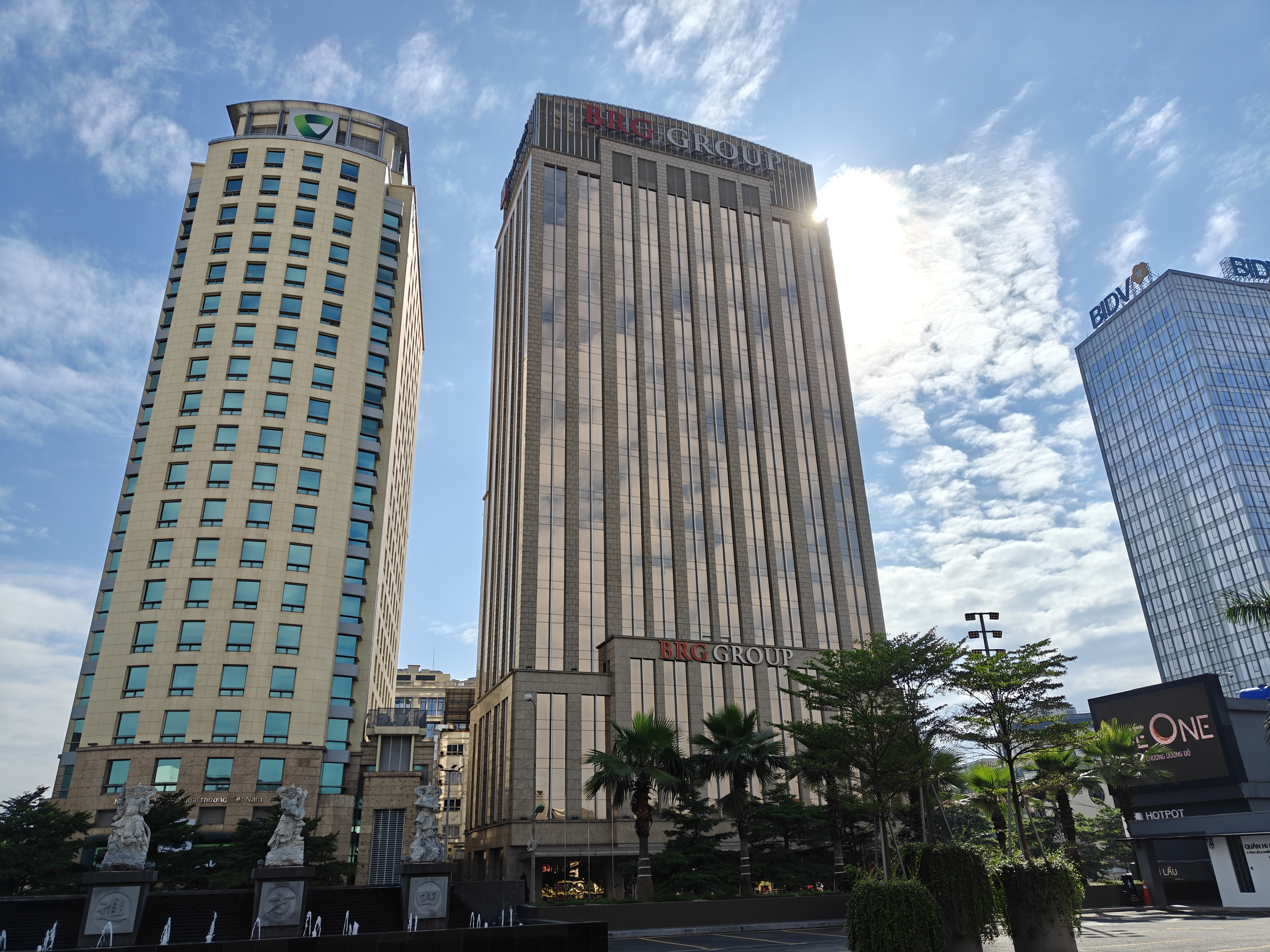
Tòa nhà hội sở BRG Tower (giữa) tại Hà Nội

Công ty Cổ phần Tập đoàn BRG (tên thường gọi: Tập đoàn BRG) là một doanh nghiệp Việt Nam kinh doanh trên nhiều lĩnh vực, được thành lập vào năm 1993 bởi doanh nhân Nguyễn Thị Nga. BRG được viết tắt từ các lĩnh vực kinh doanh cốt lõi, bao gồm Banking (Tài chính – Ngân hàng), Real Estate (Bất động sản) và Golf (Sân golf).
Hiện tại, BRG trở thành tập đoàn kinh tế đa ngành, hoạt động không chỉ trong 3 lĩnh vực trên mà còn trong các lĩnh vực đầu tư, khách sạn – nghỉ dưỡng, bán lẻ, xuất nhập khẩu, phân phối ô tô, quy hoạch đô thị... Tập đoàn BRG cùng các công ty thành viên cũng nhiều năm liền nhận được những giải thưởng lớn, trong đó có thể kể tới "Thương hiệu quốc gia" (2022–nay), Giải thưởng Quy hoạch đô thị Quốc gia Việt Nam, Giải thưởng "Doanh nghiệp tiêu biểu vì người lao động", danh hiệu "Vì sự phát triển Kiến trúc", Giải thưởng Trao quyền cho phụ nữ (WEPs 2021), đặc biệt là Huân chương Lao động hạng Ba (2022) và Huân chương Lao động hạng Nhì (2024).
Từ tháng 1 năm 2022, Tập đoàn BRG đặt trụ sở tại tòa tháp BRG Tower, số 198 Trần Quang Khải, quận Hoàn Kiếm, Hà Nội.

## Lịch sử
- Năm 1993, công ty xuất nhập khẩu được bà Nguyễn Thị Nga thành lập tại Hải Phòng.
- Năm 1994, bà Nguyễn Thị Nga thành lập Ngân hàng Thương mại Cổ phần Đông Nam Á (SeABank) tại Hải Phòng.
- Năm 2000, tập đoàn nhận chuyển giao và bắt đầu xây dựng và phát triển BRG Kings Island Golf Resort.
- Năm 2006, BRG đưa vào hoạt động đại lý Honda Tây Hồ.
- Năm 2007, BRG mua lại dự án Đồ Sơn Seaside Golf Resort và xây dựng tổ hợp sân golf và biệt thự Ruby Tree Golf Resort.
- Năm 2009, 
  - BRG nhận nhiệm vụ đầu tư xây dựng quy hoạch 1/500 hai bên tuyến đường Nhật Tân – Nội Bài.
  - Chính thức thành lập CTCP Tập đoàn BRG, trụ sở tại 18 phố Lý Thường Kiệt, Hoàn Kiếm, Hà Nội
- Năm 2010
  - Chính thức khởi công “Khu vui chơi giải trí thể thao – Sân golf quốc tế Sóc Sơn”, một công trình để chào mừng đại lễ kỷ niệm 1000 năm Thăng Long - Hà Nội.
  - Đưa vào hoạt động đại lý Honda Hải Phòng.
- Năm 2012
  - BRG sở hữu khách sạn 5-sao Hilton HaNoi Opera, Hoàn Kiếm, Hà Nội thông qua quyền sở hữu từ VinaCapital.[12]
- Năm 2014, sân Mountain View thuộc BRG Kings Island Golf Resort được bình chọn là sân Golf tốt nhất Việt Nam do Tập đoàn Golf Châu Á - Thái Bình Dương trao tặng.
- Năm 2015, BRG ký kết hợp tác chiến lược độc quyền với nhà thiết kế Gôn số 1 Thế giới Nicklaus Design và Học viện Gôn Jack Nicklaus Academy of Golf, hoàn thành nâng cấp toàn diện và đổi tên Đồ Sơn Seaside Golf thành BRG Ruby Tree Golf Resort và khai trương BRG Legend Hill Golf Resort – Sân golf đầu tiên được thiết kế bởi Nicklaus Design tại Việt Nam.
- Năm 2016
  - BRG động thổ sân Kings Course – thiết kế bởi đích thân Jack Nicklaus II, Chủ tịch tập đoàn Nicklaus Design và là con trai cả của huyền thoại golf Jack Nicklaus, Khai trương Học viện Golf Jack Nicklaus Academy và BRG Golf Center, là năm đầu tiên trong chuỗi sự kiện thường niên BRG Hà Nội Golf Festival với mục tiêu nâng tầm phát triển du lịch Gôn Việt Nam.
  - Công bố quy hoạch hai bên tuyến đường Nhật Tân – Nội Bài với tỷ lệ 1/500, ký kết thỏa thuận hợp tác phát triển dự án Công viên Hello Kitty.
  - Ký kết hợp tác đối tác chiến lược với Tập đoàn Central Group (Thái Lan), triển khai hợp phát triển và kinh doanh xe thương mại với Tập đoàn Hyundai (Hàn Quốc), tổ chức lễ hội táo Aomori, chính thức đưa táo Aomori phục vụ người tiêu dùng Việt Nam.
- Năm 2017
  - Tập đoàn đăng cai Hội nghị Gofl Châu Á - Thái Bình Dương 2017 nơi Việt Nam được bình chọn là điểm đến Golf hấp dẫn nhất Châu Á - Thái Bình Dương.
  - Ký kết Biên bản hợp tác toàn diện với Tập đoàn Sumitomo (Nhật Bản) và thỏa thuận hợp tác dự án Nhật Tân – Nội Bài, động thổ khởi công dự án khách sạn 6 sao Four Seasons Hà Nội, ký kết hợp tác với Tập đoàn Hilton phát triển và vận hành 11 dự án khách sạn mang các thương hiệu quốc tế của Hilton tại Việt Nam trong khuôn khổ chuyến thăm chính thức của Thủ tướng Nguyễn Xuân Phúc tới Hoa Kỳ, đưa vào hoạt động khu nghỉ dưỡng tiêu chuẩn Sheraton Grand đầu tiên tại Đông Nam Á mang tên Sheraton Grand Đà Nẵng Resort, và đăng cai thành công Gala Dinner trong khuôn khổ tuần lễ cấp cao APEC 2017.
- Năm 2019
  - BRG sở hữu khách sạn 5-sao quốc tế Intercontinental Hanoi Westlake, Tây Hồ, Hà Nội.[13]

## Ban lãnh đạo
- Nguyễn Thị Nga, nhà sáng lập, Chủ tịch Hội đồng quản trị
- Lê Hữu Báu, Tổng Giám đốc

## Giải thưởng
- Giải thưởng Thương hiệu Quốc gia (2020–2024)[14]
- Giải thưởng Quy hoạch đô thị Việt Nam (2021)[15]

## Danh hiệu
- Huân chương Lao động hạng Ba (2022)[10]
- Huân chương Lao động hạng Nhì (2024)[11]